# Chalcocite
La chalcocite est une espèce minérale composée de sulfure de cuivre, de formule Cu2S, pouvant contenir des traces de Ag, Fe, Mn, Co, Ni, Se, Te, Si.

## Inventeur et étymologie
Minéral décrit par James Dwight Dana en 1868 et nommé d’après la racine grecque χαλκóς (chalkos) désignant le cuivre.

## Cristallographie
- Paramètres de la maille conventionnelle : a = 11.881, b = 27.323, c = 13.491, Z = 96 ; beta = 116.35°, V = 3924,48
- Densité calculée = 6,46

## Gîtologie
Minéral typique des filons hydrothermaux. Dans les zones d'oxydation des gisements de cuivre, en présence d'oxygène les sulfures de cuivre se transforment aisément en sulfates et donnent lieu à la formation de produits secondaires d'altération comme la chalcantite ou CuSO4 · 5 H2O.

## Gisements remarquables
La chalcocite est très commune mais les formes cristallines macroscopiques sont rares.
- Angleterre

Hanover Cove, Perranzabuloe, St Agnes District, Cornouailles
- Australie

Mammoth Mine, Mt Isa, Mt Isa - Cloncurry area, Queensland
- États-Unis

Bristol Copper Mine, Bristol, Hartford Co.
- France

Costabonne, Prats-de-Mollo-la-Preste Pyrénées-Orientale
Mine  Wilhelm, Sainte-Marie-aux-Mines Haut-Rhin 
La Finosa (Fontana Rossa), Ghisoni, Haute-Corse

## Variétés
- Argentiferous chalcocite : la chalcocite argentifère ; variété argentifère connue aux États-Unis ; Arizona, Montana et Minnesota.
- Ducktownite : variété de chalcocite avec des grains de pyrite décrite dans la mine de Ducktown, Comté de Polk, Tennessee.

## Synonymie
Il existe pour cette espèce de nombreux synonymes anciens
- Chalcocine
- Chalcosine
- Chalcosite
- Copertite
- Cuivre spiciforme
- Cyprite
- Harrisite (Shepard) Il s'agit d'une pseudomorphose de galène en chalcocite[10].
- Redruthite; Etymologie par allusion a la mine de Redruth en Cornouailles Angleterre.

## Usage
Minerai de cuivre (à 67 %). La chalcocite est le principal minerai de cuivre au monde. Le sélénium se substituant très facilement au soufre dans le réseau cristallin de la chalcocite, ce minéral est aussi une des principales sources de sélénium au monde. Le sélénium est parfois aussi présent dans les boues résultant de la dissolution des anodes de cuivre lors de son raffinage électrolytique. Le sélénium et ses dérivés sont des poisons pour l'électro-raffinage et la métallurgie du cuivre mais peuvent être valorisés pour de multiples autres usages. La grande toxicité du sélénium, du sélénite et du séléniate résultant de son oxydation posent des problèmes environnementaux importants pour l'industrie minière.

## Galerie

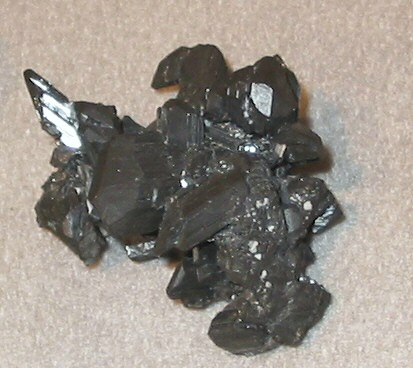
Chalcocite - Bristol Copper Mine, Bristol, Hartford Co., CT USA
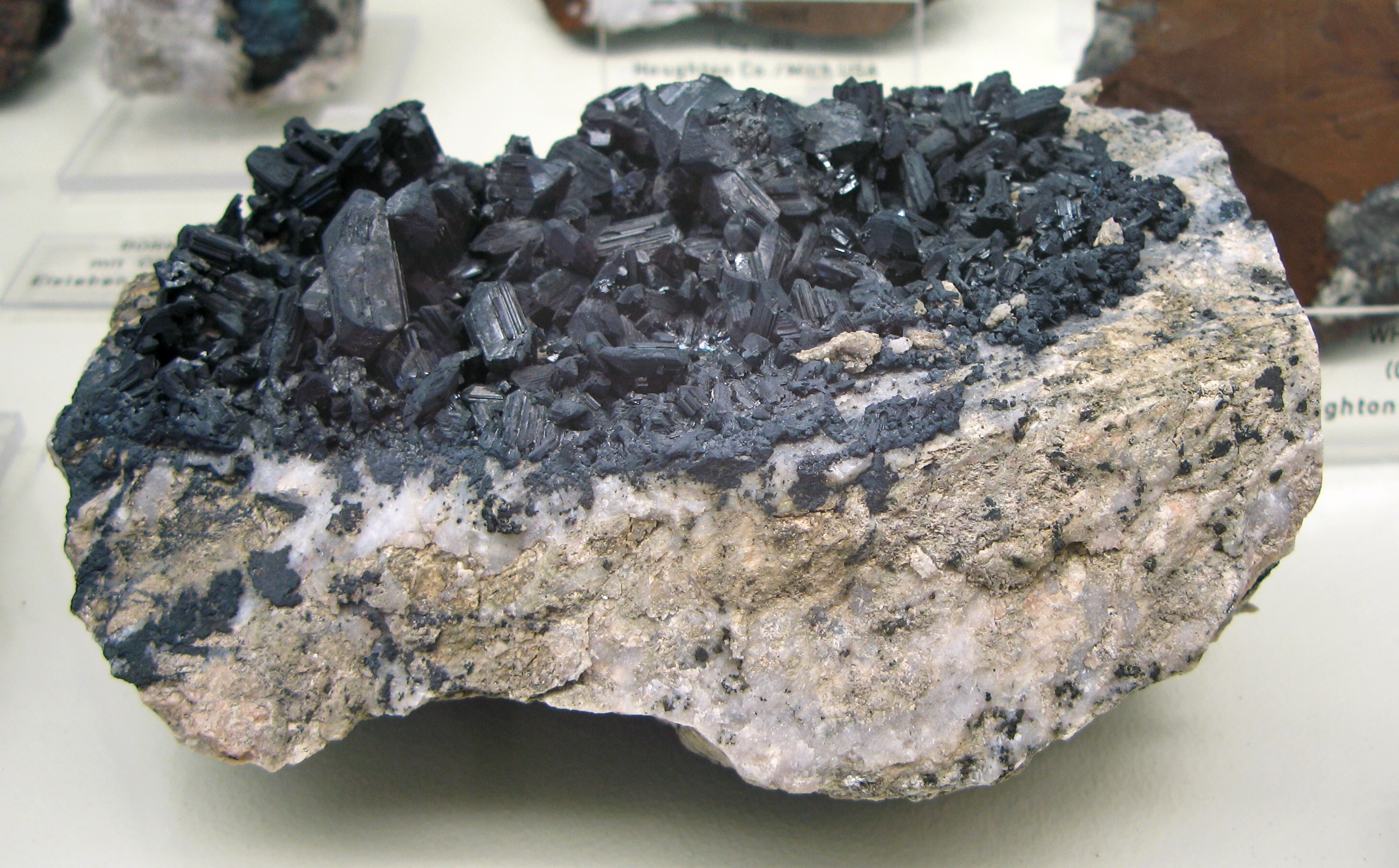
Chalcocite - Bristol-Mine, USA
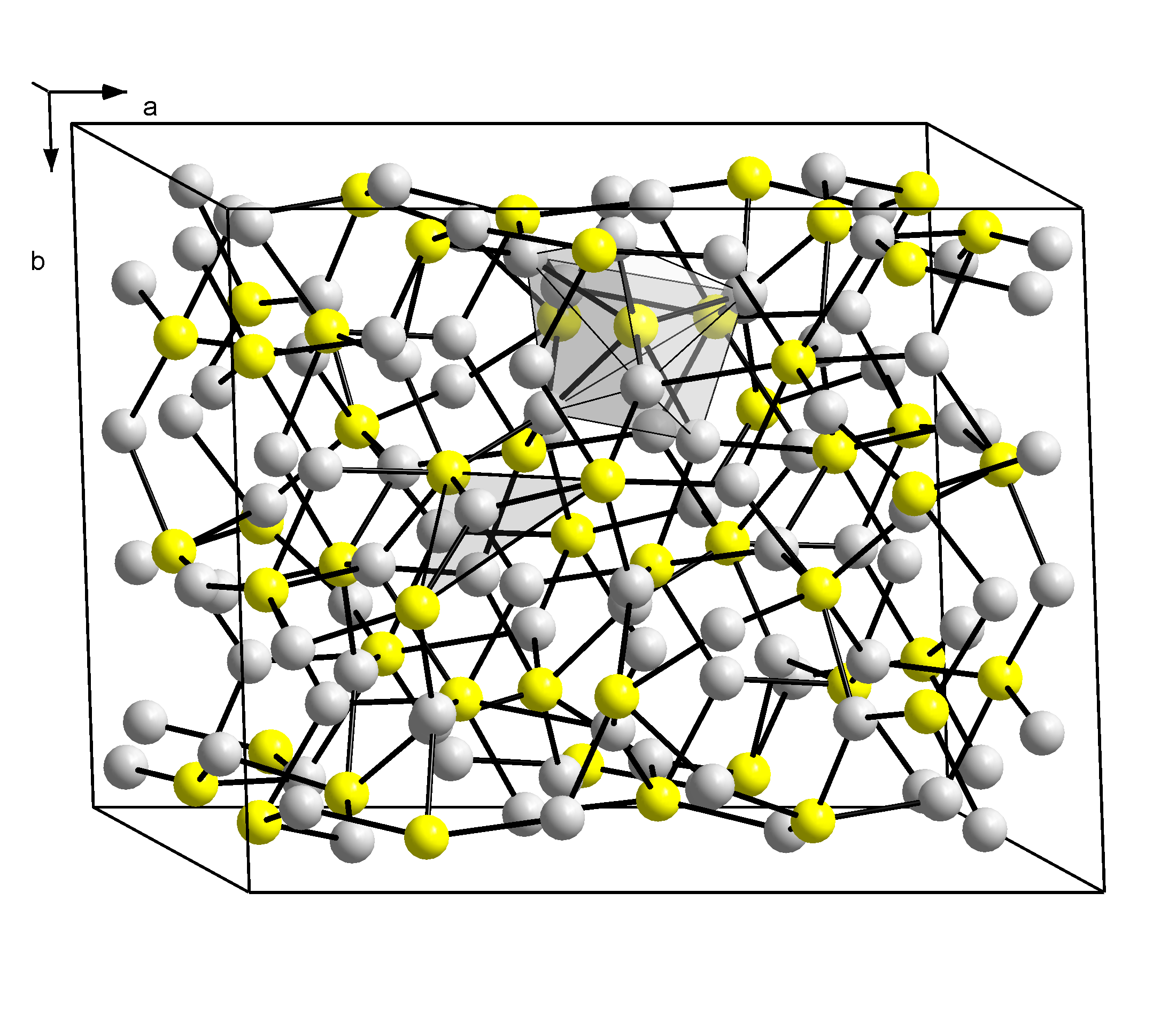
Structure cristalline de la chalcocite